# Santa Maria (Óbidos)
Santa Maria is een plaats (freguesia) in de Portugese gemeente Óbidos en telt 1788 inwoners (2001).